# Jenny Nordberg
Jenny Nordberg (ur. 1972) – szwedzka dziennikarka śledcza, autorka, redaktor serwisu BachaPosh.com Mieszka w Nowym Jorku, jest korespondentką i felietonistką Svenska Dagbladet. 

## Dziennikarstwo
Jenny Nordberg pisze nie tylko dla Svenska Dagbladet. Jej teksty ukazywały się także w The New York Times, Newyorker.com, The Atlantic, The Guardian, ELLE, BUST i Teen Vogue
Cykl artykułów śledczych Walta Bogdanicha o systemie kolei towarowych w Stanach Zjednoczonych, których była współautorką, został w 2005 roku uhonorowany Nagrodą Pulitzera. W 2010 roku otrzymała Nagrodę imienia Roberta F. Kennedy’ego za dokument telewizyjny o Afgankach.

## Chłopczyce z Kabulu
W 2010 roku zaczęła badać historie bacza pusz, afgańskich dziewczynek, które dorastają w mocno patriarchalnym społeczeństwie udając chłopców. Reportaż o tym problemie został opublikowany na łamach The New York Times i The International Herald Tribune (www.nytimes.com) a później przerodził się w książkę "Chłopczyce z Kabulu. Za kulisami buntu obyczajowego w Afganistanie" opublikowaną w 2014 roku. Książkę przetłumaczono na kilkanaście języków.
"Chłopczyce z Kabulu" to książka roku 2014 według “Publishers Weekly” oraz portali Business Insider i Truthdig